# Front 242
Pour les articles homonymes, voir front.
Front 242 [fɹʌnt tufɔːtuː] est un groupe belge francophone de musique électronique, fondé en 1981 à Aarschot par Daniel Bressanutti (Daniel B) et Dirk Bergen, tous deux bruxellois. Le duo porte d'abord le nom de Prothese, qu'ils changent ensuite pour Front 242 (prononcé « Front Deux Quatre Deux) », qui leur semblait offrir plus de possibilités. Ils sont peu de temps après rejoints par Jean-Luc De Meyer et Patrick Codenys, qui avaient eux-mêmes fondé un duo nommé Under Viewer. Geography, leur premier album, sort en 1982, suivi de peu par le départ de Dirk Bergen, qui trouve un remplaçant avec Richard Jonckheere (Richard 23) dont le premier projet est Tranik Ind. Ce line-up restera stable jusqu'à nos jours : comportant Daniel Bressanutti (production, remixage, programmation, mixage live), Patrick Codenys (production, remixage, programmation, claviers, samplers), Jean-Luc De Meyer (paroles, chant) et Richard Jonckheere (percussions, chant, paroles, samplers).
Tim Kroker accompagne le groupe en concert à la batterie.

## Historique
Dès ses débuts, le groupe produit une musique électronique radicale et minimaliste, à la fois dansante et aux rythmes martiaux, soutenue par des samples issus de la télévision, ainsi que par une imagerie paramilitaire. Celle-ci leur a attiré de nombreux ennuis, particulièrement en rapport à une éventuelle sensibilité d'extrême droite évoquée dans un article du magazine New Look, signé Christophe Bourseiller, qui fit son mea culpa quelques années plus tard sur la liste de diffusion officielle du groupe, Rants242. La prétendue orientation d'extrême droite des artistes est formellement réfutée par le groupe dans un communiqué de presse en 1992. Cet ensemble les place dans la mouvance industrielle lancée par des groupes anglais tels que Throbbing Gristle ou Cabaret Voltaire, et des groupes de musique électronique allemands comme Kraftwerk ; toutefois, le caractère dansant de leur musique leur attire rapidement la faveur du public à cette époque, en pleine vague new wave et synthpop. Dès 1984 et l'album No Comment, Front 242 forge son style et le popularise dans le nord de l'Europe : leur néologisme electronic body music devient le terme fondateur d'un nouveau style de musique industrielle.
Leur succès commence à prendre une envergure internationale à partir de 1983, lorsqu'ils signent avec le label alternatif américain Wax Trax et qu'ils partent pour la première fois aux États-Unis jouer quatre concerts  et six concerts en première partie de Ministry ; ils y retournent régulièrement par la suite pour y jouer des centaines de fois. En 1987, après avoir refusé de signer chez ZTT, le label en vogue du moment, c'est l'album Official Version qui consacre leur statut de groupe culte et pionnier en pleine ascension. Des rapprochements s'opèrent avec la scène techno en cours d'apparition en Europe, et Front 242 se voit un temps rapproché de la new beat qui explose à cette époque dans les clubs belges. C'est à ce moment que parait, sur l'album Front by Front leur titre le plus célèbre, Headhunter, qui reste un an en tête des classements alternatifs aux États-Unis et qui fait l'objet d'un nombre impressionnant de remixes. On les voit sur scène partout dans le monde, notamment en première partie de la tournée européenne de Depeche Mode et ils font la couverture de Melody Maker.
En avril 1991, deux samples du titre Neurobashing sont utilisés par Michel Hardy pour le générique du Journal télévisé de La Cinq et pour le coming next des journaux télévisés, ainsi qu'un sample du titre Rhythm of time pour le générique du Journal de la nuit de La Cinq conçus par Jean-Paul Goude.
Les années 1990 constituent un tournant radical dans le son du groupe, qui évolue vers une plus grande complexité des rythmes, une plus grande richesse des textures sonores. Le virage amorcé par Tyranny >For You< se concrétise radicalement dans des albums qui déconcertent les fans du groupe, 06:21:03:11 Up Evil et 05:22:09:12 Off, sortis coup sur coup en 1993 et sur lesquels, pour la première fois, figurent des artistes extérieurs au groupe (Pierre Pauly,Jean-Marc Pauly Parade Ground). Durant l'été de la même année, ils participent en tant que seul groupe européen et électronique à la tournée itinérante américaine Lollapalooza (aux côtés notamment de Rage Against the Machine, Alice in Chains et Primus), puis y retournent en tournée solo pour y jouer un total de soixante dates durant cette seule année.
Épuisés par les tournées incessantes, minés par des conflits internes et usés par les frictions constantes avec leur label américain Epic, les membres du groupe cessent leurs activités en décembre 1993 et se consacrent à leurs nombreux projets parallèles, nettement moins médiatisés et aux fortunes diverses. En 1996 sort l'album Mutage Mixage, qui regroupe des remixes de Prodigy, The Orb et Underworld.
Le groupe se reforme en 1997 avec pour seule intention de refaire quelques concerts avec des versions nouvelles de leurs anciens morceaux. Le succès considérable de ceux-ci et les demandes incessantes des organisateurs les amènent à pérenniser leur retour et à poursuivre leurs concerts, à un rythme toutefois nettement moins soutenu que précédemment, et généralement dans les festivals. En 2003, dix ans après leur dernier album studio, sort l'album Pulse, un retour aux sources de l'électronique, et en 2004 le DVD Catch The Men présente sur scène leur « spectacle total » intégrant les animations vidéo d'Etienne Auger. Fin 2005, ils repartent pour leur première vraie tournée depuis douze ans et jouent vingt concerts aux États-Unis. Ils fêtent leur 25e anniversaire en mars 2006 par deux concerts à l'Ancienne Belgique à Bruxelles.
Pour sa tournée d'adieu de 2024-2025, le groupe passe par Las Vegas et Mexico City, puis en Allemagne, avant de revenir aux États-Unis pour ensuite terminer par les Pays-Bas, Londres et la France. Ils font leurs adieux définitifs en janvier 2025 lors d'un concert à l'Ancienne Belgique, à Bruxelles.

## Style de musique et influence
Par ses prises de position souvent abruptes et radicales, par sa musique atypique et anti-consensuelle, Front 242 n'a jamais fait l'unanimité, et certainement pas dans son propre pays. Son influence est pourtant considérable. Au cours de leur carrière, outre les concerts qu'ils ont donnés aux quatre coins du monde, ils ont été cités par Peter Hook (New Order et Joy Division), Depeche Mode, U2, Nine Inch Nails, Marilyn Manson, Billy Corgan (Smashing Pumpkins), Prodigy, ainsi qu'un grand nombre d'autres groupes comme une source d'inspiration majeure.

## Discographie

### Albums Live
- Live Target (semi-officiel, 1992)
- Live Code 5413356 424225 (1994)
- [:Re:boot: L.IV.E.] (1998)
- Moments 1 (2008)

### Singles et maxis
- Principles (1981)
- U-Men (1982)
- Endless Riddance (1983 : Take One, Controversy between, Sample D)
- Two In One (1983 : U-Men, Ethics, Principles, Body to body)
- No Shuffle (1985 : No Shuffle, Don't Krach, Funkahdafi, Kommando (Remix))
- Politics Of Pressure (1985)
- Take One (1985)
- Interception (1986)
- Quite Unusual (1986)
- Masterhit (1987)
- Headhunter (1988)
- Never Stop (1989 : Never Stop! (V 1.0), Work 242 N.Off is N.Off, Agony (Until Death), Never Stop! (V 1.1), Work 242)
- Tragedy >For You< (1990 : Tragedy for You, Punish your Machine Mix (long version), Tragedy for You (Slo-Mo))
- Gripped by Fear (1991)
- Mixed by Fear (1991)
- Rhythm of Time (1991)
- Animal (1993)
- Religion (1993)
- Happiness (1996)
- Headhunter 2000 (1998)
- Still & Raw (2002)

## Vidéographie
- U-Men (clip, Marc De Meyer, 1982)
- Operating Tracks (clip, BRT / Roodfonk, 1984)
- Take One (clip, BRT / Roodfonk, 1984)
- Quite Unusual (clip, Serge Bergli , 1986)
- Headhunter (clip, Anton Corbijn, 1988)
- Welcome To Paradise (clip, Anton Corbijn, 1988)
- Tragedy For You (clip, 1990)
- Rhythm Of Time (clip, Chris Christofferson, 1991)
- Integration Eight X Ten (VHS, 1992)
- Religion (clip, Jon Klein / Conspiracy, 1993)
- Animal (clip, John Wentworth / Assymetrical Prod., 1994)
- Happiness (clip, Etienne Auger / V-Form, 1996)
- Catch The Men (DVD, 2005)
- Moments in Budapest (DVD, 2010) (Live filmé à Budapest le 6 décembre 2008)

La vidéo de Quite Unusual, réalisée par Serge Bergli, a été une des premières à utiliser une camera montée sur un drône, que l'on peut apercevoir dans la vidéo elle-même. La vidéo a été tournée dans l'ancien Cirque des Variétés de Liège (rue Sur-la-Fontaine), aussi appelé Cirque d'hiver ou Cirque Majestic, qui servait à l'époque de salle de spectacle occasionnelle. La cité que l'on aperçoit en fin de vidéo est celle de Droixhe, en banlieue liégeoise.

### Participations
- Voodoo Virus (Collaboration de JL De Meyer avec Punish Yourself, Album Gore Baby Gore, 2006)
- Voodoo Virus LIVE avec Punish Yourself à Reims (06/2006) >> Voir la vidéo

## Side Projects
- 32CRASH : Jean-Luc De Meyer
- Bigod 20 : Jean-Luc De Meyer
- Birmingham 6 : Jean-Luc De Meyer
- Cobalt 60 : Jean-Luc De Meyer
- Coder 23 : Patrick Codenys, Richard 23
- C-Tec : Jean-Luc De Meyer
- Cyber-Tec Project : Jean-Luc De Meyer
- Gaiden : Patrick Codenys
- Grisha Zeme : Daniel Bressanutti, Patrick Codenys
- Holy Gang : Richard 23
- LaTchak : Richard 23
- Male or Female : Daniel Bressanutti, Patrick Codenys
- Modern Cubism : Jean-Luc De Meyer
- Prothese : Daniel Bressanutti, Dirk Bergen
- Red Sniper : Patrick Codenys
- Revolting Cocks : Richard 23
- The Art Corporation : Daniel Bressanutti
- Troissoeur : Daniel Bressanutti
- Under Viewer : Patrick Codenys, Jean-Luc De Meyer
- Tranik Ind : Richard 23
- Nothing But Noise : Daniel Bressanutti, Dirk Bergen